# Siretorp

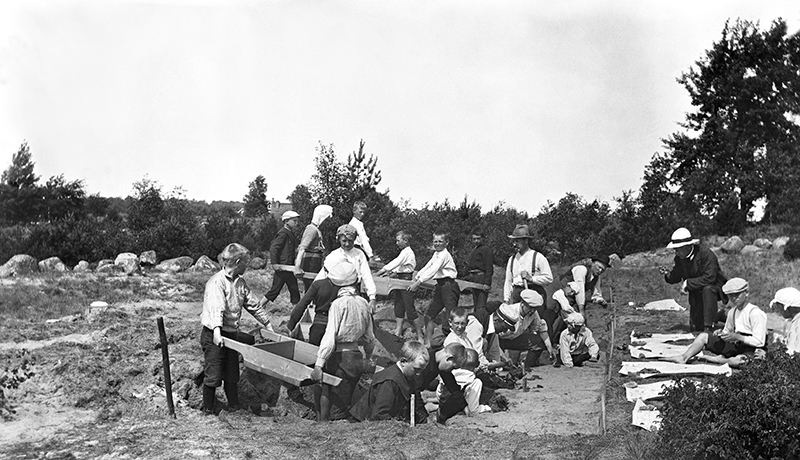
Grävningsfält vid undersökning av stenåldersboplats i Siretorp, utförd 1912 av Knut Kjellmark.

Siretorp är en ort i Mjällby socken i Sölvesborgs kommun.
Siretorp är en gammal lantbruksby. Under tidigt 1900-tal genomfördes omfattande utgrävningar av de stenåldersboplatser som finns i Siretorp. Platsen är känd bland arkeologer för sin gropkeramik.
Siretorp är en del av den av SCB definierade och namnsatta småorten Siretorp och Sandviken. Byn ligger söder om Mörby och hus i norra Siretorp ingår i småorten Mörby och Mörby backe.